# Mikael Godée
Ulf Mikael Godée (* 11. Januar 1957 in Örebro) ist ein schwedischer Jazzmusiker (Sopransaxophon, Flöte, Komposition), der in Göteborg lebt.

## Wirken
Godée studierte von 1979 bis 1981 an der Akademie für Musik und Theater der Universität Göteborg, wo er 1985 mit dem Master abschloss.
Seit den frühen 1980er Jahren gehörte Godée zu Stefan Forsséns Band Änglaspel, die ab 1982 Tonträger veröffentlichte. Seit 1992 besteht sein eigenes Quintett Corpo, mit dem er seine Kompositionen mit „melancholisch schönen Stimmungen im Stil von Jan Garbarek“ interpretierte und auf mehreren Alben sowie live in Europa und Südafrika vorstellte. Zur Gruppe gehören die Gründungsmitglieder Lars-Erik Norrström an Piano und Keyboard, Thomas Markusson am Kontrabass und Ebba Westerberg als Perkussionistin sowie die Schlagzeugerin Mareike Wiening, die nach Anna Lund, Cornelia Nilsson bzw. Johan Birgenius einwechselte. Gemeinsam mit der belgischen Pianistin Eve Beuvens leitete er ein Quartett, dem Johan Birgenius und Magnus Bergström angehörten; es legte die Alben MEQ (2013), Looking Forward (2018) und Ingen Fara (2023) vor.